# Electronic Organizer

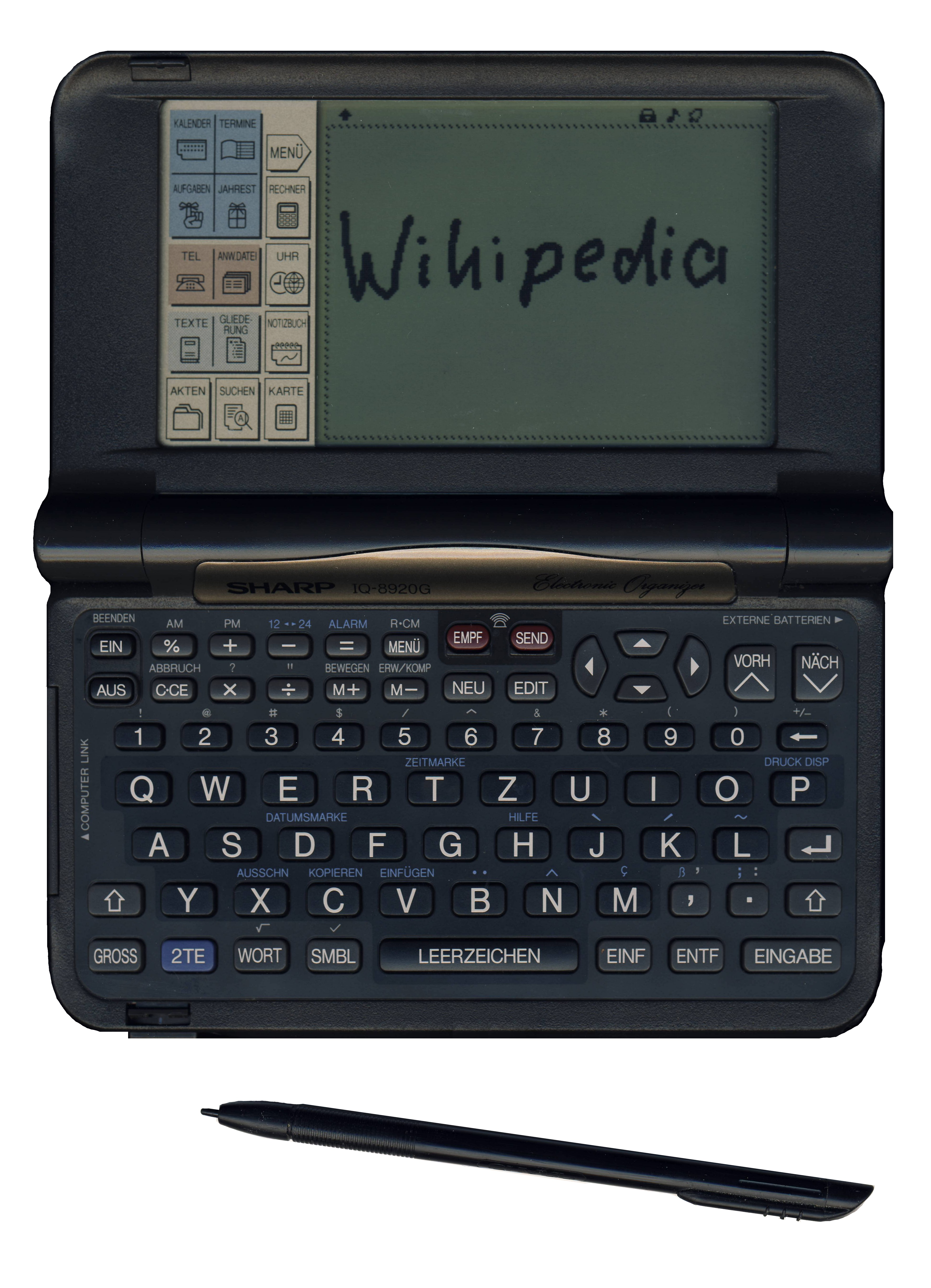
Electronic Organizer IQ-8920 von Sharp (Organizer mit QWERTZ-Tastatur und erstmals vollwertigem Touchscreen)

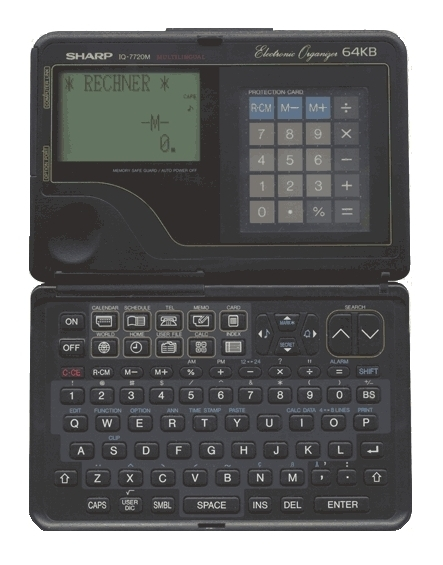
Electronic Organizer IQ-7720 von Sharp noch mit getrenntem LC-Display / Touchscreen

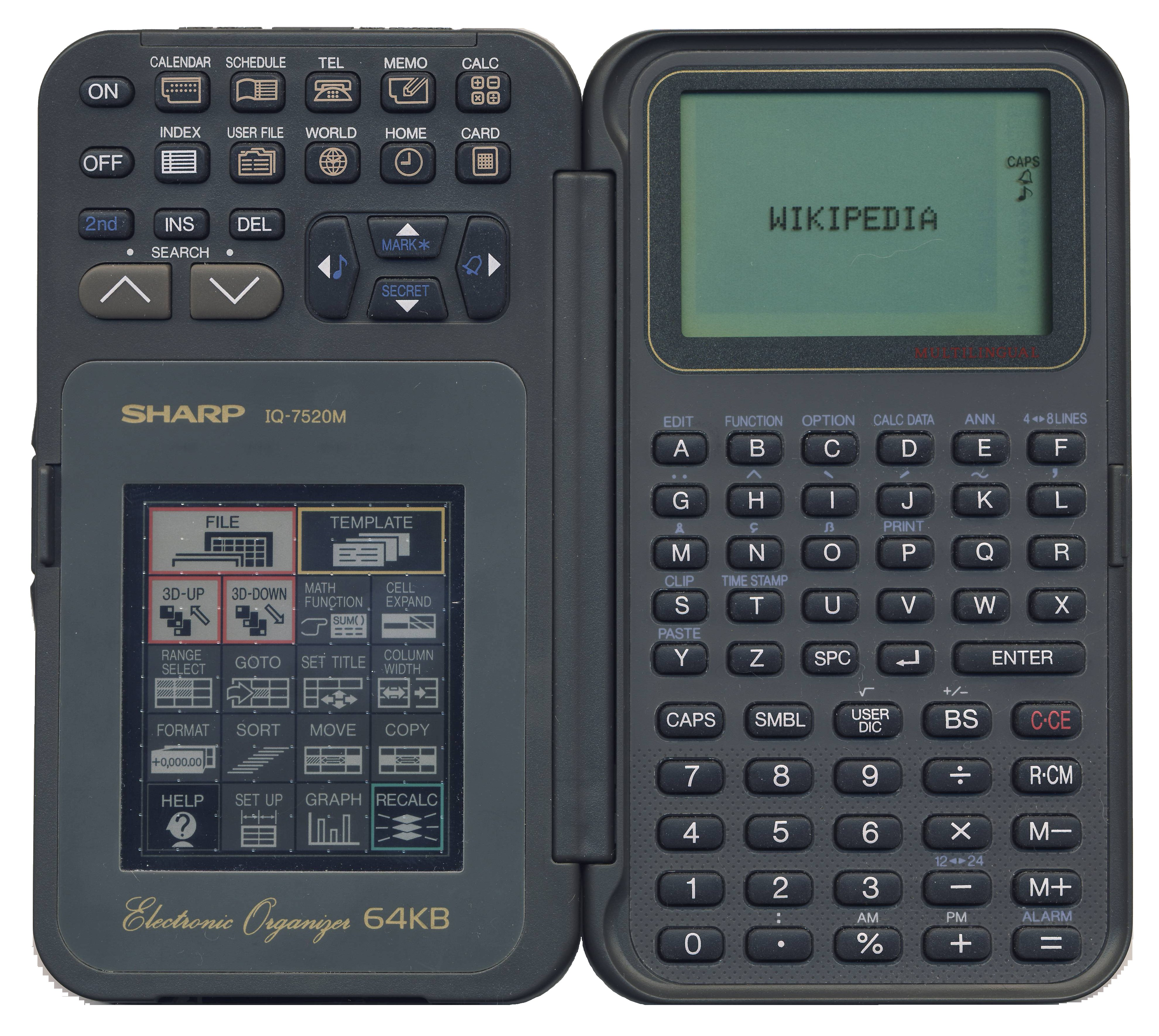
Sharp IQ7520M Electronic Organizer von Sharp. (Energiesparend, ein Satz Batterien ermöglichte einen Betrieb über mehrere Monate)

Als Electronic Organizer (bzw. Organiser) bezeichnet man handliche Computer, die mittels einer Personal-Information-Manager-Funktionalität (PIM) das Speichern und Organisieren von Daten, Adressen sowie Terminen in einer elektronischen Datenbank ermöglichen. Electronic Organizer verfügen über eine Tastatur (ab ca. 1987 über eine QWERTZ-Tastatur), die eine schnelle Dateneingabe ermöglicht, besitzen allerdings keine Mobilfunk- oder Internet-Funktionalität. Eine energiesparende Bauweise ermöglicht „Electronic Organizern“ einen wochenlangen Betrieb mit nur einem Satz Trockenbatterien; eine Lithium-Puffer-Batterie stellt darüber hinaus bei leeren Betriebsbatterien einen Datenerhalt über mehrere Jahre sicher.

## Geschichte
Anfang der 1980er Jahre erschienen am Markt leistungsfähige programmierbare Taschenrechner, die zum Teil mit QWERTZ-Tastaturen ausgerüstet waren (Sharp, HP, Psion, Casio usw.). Als Mikrocomputer konnten diese auch zur elektronischen Termin-, Adress- und Aufgabenverwaltung eingesetzt werden, und ersetzten daher oft einen Papier-Organizer. Diese Geräte wurden vom Handel daher nicht mehr als programmierbare Taschenrechner, sondern im Deutschen Sprachraum als Electronic Organizer (Organiser) vermarktet (Psion Organizer als Psion). 
Im Zuge der Markteinführung der Personal Digital Assistants (PDAs) im Jahr 1993, die nicht mit Tastatur, sondern nur über einen berührungsempfindlichen Bildschirm bedient wurden, und schließlich auch durch den Markterfolg der Geräte vom Hersteller Palm mit einer erstmals alltagstauglichen Handschriftenerkennung, verschwanden Electronic Organizer in kurzer Zeit weitgehend vom Markt.

## Organizer für Blinde und Sehbehinderte
Da die herkömmlichen Organizer von Blinden meistens nicht zu bedienen sind, haben Hilfsmittelanbieter spezielle Geräte für blinde Nutzer entwickelt.
Die Produktpalette reicht vom kleinen Notizgerät, das nur über eine Sprachausgabe verfügt, bis zum Modell mit Notebook-Tastatur und integrierter Braillezeile.